# Postfinance
Postfinance SA (denominata PostFinance) è una società controllata da La Posta Svizzera, l'azienda statale svizzera, le cui origini risalgono agli inizi del XX secolo come dipartimento dei servizi finanziari di Posta Svizzera. Postfinance è attiva nel settore bancario al dettaglio e nel business per clienti aziendali ed è una delle più grandi istituzioni finanziarie svizzere.
La sua principale area di attività riguarda i pagamenti nazionali e internazionali, e una parte più piccola ma in crescita è dedicata a risparmi, investimenti, pensioni, immobiliare e investimenti digitali. Dal 2013 detiene una licenza bancaria ed è sotto la supervisione dell'Autorità federale di vigilanza sui mercati finanziari (FINMA). Nel 2015 Postfinance è stata classificata come importante per il sistema dalla Banca nazionale svizzera e deve rispettare regole speciali in materia di adeguatezza patrimoniale e liquidità, nonché presentare un piano di emergenza.

## Storia
Postfinance fa risalire le sue origini al 1900, quando fu lanciato in Svizzera il "Servizio di Posta e Giro" per consentire la fornitura di contante tramite la rete di Posta Svizzera. Sei anni dopo iniziò l'elaborazione delle transazioni di pagamento attraverso la rete degli uffici postali. Tra il 1928 e il 1997, la Posta svizzera faceva parte dei Poste, telefoni e telegrafi (PTT). Quando nel 1997, alla fine di una riforma postale, i PTT furono sciolti, il dipartimento precedentemente incaricato delle transazioni di pagamento divenne la sussidiaria Postfinance di Posta Svizzera. Negli anni successivi Postfinance ha visto un aumento del volume di attività.

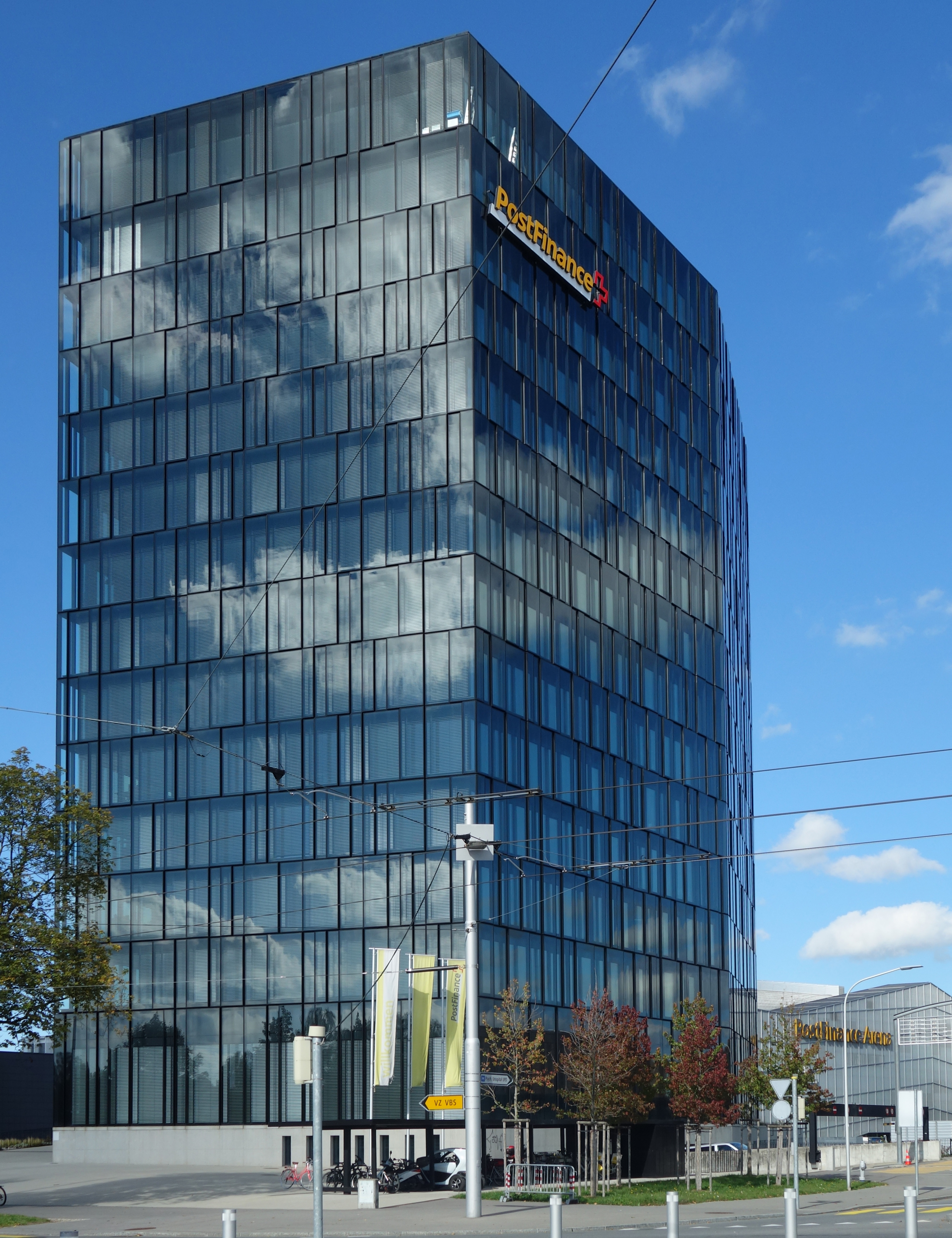
Sede centrale di Postfinance a Berna, 2015

Nel 2001 Postfinance è stata connessa al sistema di pagamento nazionale Swiss Interbank Clearing (SIC) delle banche. Nel 2013 l'Autorità federale di vigilanza sui mercati finanziari (FINMA) ha concesso a Postfinance una licenza bancaria. Nel 2015 Postfinance è stata dichiarata una "istituzione finanziaria di importanza sistemica" in Svizzera dalla Banca nazionale svizzera, il che significa che la banca deve seguire regolamenti speciali riguardo la liquidità e il capitale. Allo stesso tempo, l'ottenimento della licenza bancaria ha significato che la garanzia statale è stata finalmente abolita nel 2017.
Nel 2016 Postfinance ha iniziato a imporre una commissione annuale dell'1% sui depositi superiori a un milione di franchi. Durante il fine settimana di Pasqua del 2018 ha adottato il sistema bancario centrale del fornitore indiano Tata Consultancy Services. Per i clienti aziendali questo cambiamento ha comportato l'adattamento delle transazioni di pagamento a un nuovo formato di dati per lo scambio di informazioni sui pagamenti secondo lo standard ISO 20022. Nel 2020 i profitti di Postfinance sono scesi a 131 milioni di franchi svizzeri (rispetto ai 246 milioni del 2019 e ai 229 milioni nel 2018) e il numero di clienti è sceso a 2,69 milioni (rispetto ai 2,74 milioni del 2019). Sono stati tagliati 129 posti di lavoro per adattarsi al calo delle entrate (500 posti erano stati eliminati anche nel 2018).
Nel 2021 il governo svizzero stava valutando la privatizzazione della banca per consentirle di agire come una normale istituzione finanziaria privata (incluso il rilascio di mutui e prestiti). Tuttavia, questo processo avrebbe implicato un cambiamento della Legge Postale e la necessità che il governo sostenesse il capitale della banca durante una fase di transizione. La proposta non è riuscita a ottenere l'accettazione della politica svizzera, almeno per il momento.
Nel 2022 sono stati aboliti gli sportelli automatici per il deposito di denaro contante. Ad aprile 2023 è stato annunciato che Postfinance avrebbe offerto ai suoi clienti l'accesso alle criptovalute come Bitcoin ed Ethereum.

## Struttura aziendale
Postfinance SA è interamente posseduta da Posta Svizzera. Alla fine del 2023 il totale degli attivi ammontava a circa 102 miliardi di franchi svizzeri, mentre l'utile netto (EBIT) per l'intero anno 2023 è stato di circa 164 milioni di franchi svizzeri. Nel 2023 Postfinance ha avuto circa 2,5 milioni di clienti e contava l'equivalente di 3.340 posti a tempo pieno, con un numero medio di dipendenti pari a 3.757.
Con la fine della precedente garanzia statale, dal 1º ottobre 2017 Postfinance ha una garanzia sui depositi per i risparmi, come altre banche. Se l'istituzione in fallimento ha sufficienti liquidità, i depositi presso le filiali nazionali e internazionali vengono rimborsati immediatamente fino a un massimo di CHF 100.000 per cliente.
Postfinance detiene varie partecipazioni in aziende e iniziative. Ad esempio ha partecipazioni cooperative con "Twint", in cui Postfinance possiede una quota del 26,666%, e con "SIX Group". Nel 2021 Postfinance ha fondato la neobanca "Yuh" in joint venture con Swissquote.
La base legale per le attività di Posta Svizzera e Postfinance è costituita dalla Legge postale svizzera, dal Regolamento postale (Postfinance) e dalla Legge sull'organizzazione postale.

### Gestione
Postfinance è gestita da un Consiglio di Amministrazione come massimo organo di governo e da una Direzione Esecutiva, che viene nominata dal Consiglio di Amministrazione e si occupa delle operazioni aziendali. Dal 1º luglio 2024 Beat Röthlisberger, precedentemente Direttore Generale Adjoint della Basellandschaftliche Kantonalbank, ne è il Presidente della Direzione Esecutiva. I suoi predecessori in questa posizione sono Urs W. Wepf (fino alla fine del 2002), Jürg Bucher (dal 2003 fino alla fine del 2011), Hansruedi Köng (dal 2012 fino a febbraio 2024) e Kurt Fuchs (interim, marzo-giugno 2024).

### Dati aziendali
|                                                                     | 2003  | 2004  | 2005  | 2006  | 2007  | 2008  | 2009  | 2010  | 2011  | 2012  | 2013  | 2015        | 2016        | 2017        | 2018        | 2019        | 2020        | 2021        | 2022  | 2023  |
| ------------------------------------------------------------------- | ----- | ----- | ----- | ----- | ----- | ----- | ----- | ----- | ----- | ----- | ----- | ----------- | ----------- | ----------- | ----------- | ----------- | ----------- | ----------- | ----- | ----- |
| Totale di bilancio (in miliardi di franchi)                         | 43.1  | 44.2  | 47.3  | 52.1  | 56.2  | 67.2  | 80.3  | 89.3  | 104   | 115   | 115   | 114.5       | 119.5       | 120.8       | 118.2       | 125.7       | 117.2       | 121.7       | 114.4 | 102.3 |
| Depositi/attività della clientela (in miliardi di franchi)          | 32.8  | 35.7  | 38.2  | 40.6  | 43.7  | 58    | 75    | 84    | 95    | 103   | 108   | 114.9       | 119.4       | 119.8       | 118.9       | 119.7       | 123.7       | 110.7       | 104.6 | 104.1 |
| di cui in forma di deposito e investimento (in miliardi di franchi) | 7.6   | 9.7   | 11.2  | 13.1  | 14.7  | 17.7  | 23.9  | 29.3  | 33    | 37    | 38    | sconosciuto | sconosciuto | sconosciuto | sconosciuto | sconosciuto | sconosciuto | sconosciuto | 15.9  | 17.7  |
| Utile netto (EBIT, in miliardi di franchi)                          | 243   | 278   | 312   | 246   | 318   | 229   | 441   | 571   | 591   | 625   | 719   | 575         | 575         | 543         | 229         | 246         | 129         | 223         | 190   | 164   |
| Numero di dipendenti (equivalenti a tempo pieno, media annuale)     | 2.148 | 2.246 | 2.390 | 2.526 | 2.709 | 2.889 | 3.042 | 3.265 | 3.425 | 3.473 | 3.432 | 3.571       | 3.599       | 3.474       | 3.325       | 3.243       | 3.260       | 3.237       | 3.250 | 3.340 |
| Numero di conti clienti (in migliaia)                               | 2.746 | 2.879 | 3.008 | 3.154 | 3.335 | 3.646 | 3.881 | 4.079 | 4.211 | 4.520 | 4.628 | 4.835       | 4.845       | 4.809       | 4.503       | 4.401       | 4.286       | 4.037       | 3.918 | 3.877 |

## Aree di attività

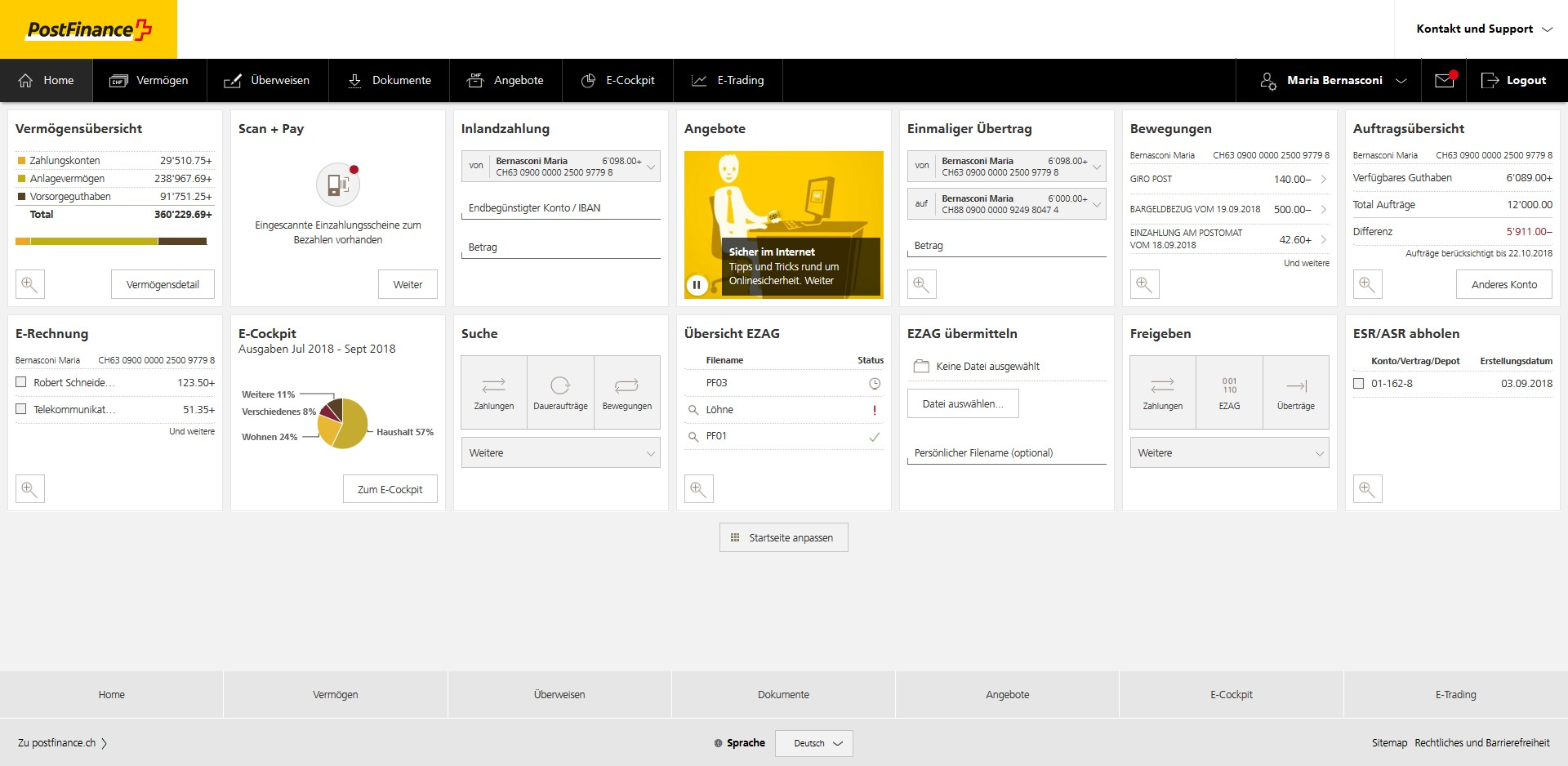
Interfaccia utente della banca online di Postfinance (nel 2018)

- Transazioni di pagamento: Il core business di Postfinance è costituito dalle transazioni di pagamento nazionali e internazionali.[40]
- Risparmi: Nel settore dei risparmi Postfinance offre una varietà di conti privati (dal luglio 2021 composta dai pacchetti bancari Smart e SmartPlus).[41][42]
- Investimenti: La divisione degli investimenti comprende i prodotti di investimento e quelli offerti in cooperazione con altre banche. I prodotti di investimento propri includono note a medio termine e fondi di strategia d'investimento. Postfinance gestisce anche una piattaforma online per il trading di titoli (e-trading) in collaborazione con Swissquote.[43]
- Previdenza pensionistica e assicurazioni: Nell'area delle pensioni Postfinance offre un conto pensionistico adeguato al sistema pensionistico a tre pilastri della Svizzera e, in collaborazione con AXA Winterthur Leben, varie opzioni di assicurazione sulla vita.[44]
- Finanziamenti: Poiché la legge sull'organizzazione postale vieta a Postfinance di concedere mutui e prestiti a terzi autonomamente, Postfinance collabora con Münchener Hypothekenbank, Valiant Bank e Credit Exchange AG nell'area dei finanziamenti. I prestiti e i mutui non vengono rifinanziati da Postfinance stessa, ma dai tre partner, che li mantengono anche nei loro bilanci e si assumono il rischio di credito. In cambio, Postfinance paga ai suoi partner una commissione per il rischio o una commissione di vendita. Nell'area del crowdlending, Postfinance ha avviato una partnership con Cembra Money Bank attraverso la sua filiale Lendico nel 2018.[45] Nel 2024 Postfinance è diventata azionista della piattaforma del mercato dei mutui Credit Exchange AG (CredEx) e le è stato anche dato un posto nel consiglio di amministrazione della società per azioni. Prima di ciò, Postfinance e Credit Exchange AG avevano già avviato una partnership per la vendita e il regolamento a partire dall'inizio del 2024.[46]
- Servizio clienti: Postfinance è attiva nel settore del servizio clienti con consulenti per i clienti e un call center.[47]

## Sponsorizzazione
Dal 2001 Postfinance è sponsor della National League, la massima serie maschile di hockey su ghiaccio della Svizzera. Inoltre è il principale sponsor e partner dei diritti di denominazione della Swiss Women's Hockey League A, l'equivalente femminile della serie precedentemente menzionata, a partire dalla stagione 2022/23. La lega è quindi anche conosciuta come "Postfinance Women's League". Postfinance è anche il nome del Postfinance Top Scorer, un premio per i giocatori di hockey su ghiaccio che segnano il maggior numero di punti (cioè gol e assist) per la loro squadra. I punti ottenuti sono legati a un fondo sponsorizzato da Postfinance per la promozione di giovani talenti nei club di hockey su ghiaccio dei giocatori.
Nel 2007 la BernArena, la pista di ghiaccio più grande della Svizzera, è stata rinominata PostFinance-Arena.

## Valutazioni
A partire dal dicembre 2024, Postfinance ha un rating AA/A-1+ di Standard & Poor's.